# Ann Ayars
Ann Ayars (23 de julio de 1918 – 27 de febrero de 1995) fue una soprano y actriz estadounidense. Al principio de su carrera actuó en varias series de televisión y películas no musicales. Más tarde, cantó con la New York City Opera (NYCO), y se dio a conocer mundialmente cuando cantó e interpretó el papel de Antonia en la película británica de 1951 The Tales of Hoffmann. De 1968 a 1987 enseñó canto y piano y puso en escena 19 producciones de ópera completas en el Mt. San Jacinto College de California, donde fue nombrada profesora emérita.[cita requerida]

## Biografía
Ann Ayars nació en Beverly Hills, California. Comenzó como cantante a finales de la década de 1930 y empezó a actuar a principios de la década de 1940. Intervino en varias series de televisión, como Batman, Hazel, Mission: Imposible, The Alfred Hitchcock Hour, Perry Mason, The Virginian y The Monroes.
Protagonizó el papel de Cholita en la película Fiesta, de 1941, y en 1942 fue Cynthia Cookie Charles en Dr. Kildare's Victory. También en 1942, apareció como Constance Selden en Apache Trail, Kaaren de Relle en Nazi Agent y Juliette en Reunion in France. En 1943 fue Mrs. Sandoval en The Human Comedy y Susan Thayer en The Youngest Profession.
Dejó Hollywood en 1943 para unirse a la recién creada New York City Opera, convirtiéndose en una de sus principales sopranos líricas. Entre sus papeles operísticos destacan Mónica en The Medium, Mimi en La bohème y Violetta en La traviata. Su amiga, la mezzosoprano Frances Bible, dijo: "Su trabajo con la ópera ha inspirado a muchos cantantes jóvenes, muchos de los cuales siguieron carreras profesionales."
Por cortesía de MGM, Ayars ayudó a entretener a las tropas en febrero de 1944 en Camp Roberts, California, protagonizando Rio Rita junto a Janis Paige.
Tuvo un papel estelar como Antonia en la película de Powell y Pressburger de 1951 The Tales of Hoffmann, basada en la opéra fantastique de Jacques Offenbach. Aunque todos los papeles de la película son cantados, sólo Robert Rounseville (Hoffmann) y Ayars cantaron sus propios papeles, los demás fueron doblados.
En 1968 regresó a California y ocupó un puesto de profesora de canto y piano en el Mt. San Jacinto College de San Jacinto, California, donde puso en escena 19 producciones de ópera completas.

## Últimos años y muerte
Se jubiló en 1987. Falleció el 27 de febrero de 1995 en su casa de Hemet, en el condado de Riverside, a los 76 años, tras complicaciones derivadas de la diabetes.

## Filmografía seleccionada
- The Virginian (1963) (Temporada 2 Episodio 7: "Brother Thaddeus") como hermana St. Luke
- The Alfred Hitchcock Hour (1964) (Temporada 2 Episodio 14: "Beyond the Sea of Death") como Lucy Barrington
- Perry Mason (1964) (Temporada 8 Episodio 2: "The Case of the Paper Bullets") como mujer reportera
- Batman (1966) (Season 1 Episode 23: "The Ring of Wax") as Madame Soleil
- Mission: Impossible (1966) (Temporada 1 Episodio 13: "Elena") como Señora Del Barra